# Dictys Cretensis
Dictys Cretensis (Dictys van Kreta) is een fictief schrijver aan wie het Latijnse prozageschrift Ephemeris Belli Troiani (Dagboek van de Trojaanse Oorlog) in zes boeken werd toegeschreven. De auteur doet het voorkomen alsof hij in het gevolg van de Kretenzische koning Idomeneus heeft deelgenomen aan de Trojaanse Oorlog aan de kant van de Grieken en als ooggetuige een dagboek heeft bijgehouden. De eerste vijf boeken gaan over de belegering en de inname van Troje, het zesde boek gaat over de thuiskomst van de Griekse helden.
De Latijnse versie waarin het werk is overgeleverd wordt voorafgegaan door een brief waarin iemand die zegt Lucius Septimius te heten, schrijft dat het werk van Dictys was teruggevonden op schrijfplankjes van lindenhout in een graftombe in Knossos, overgeschreven in het Grieks en aangeboden aan keizer Nero. Lucius Septimius heeft daar een Latijnse vertaling van gemaakt, waarbij hij de boeken een t/m vijf volledig vertaalde en de volgende boeken samenvatte in één boek.
De Latijnse versie komt uit de vierde eeuw en gaat inderdaad terug op een Grieks voorbeeld waarvan rond het jaar 1900 fragmenten op papyrus zijn gevonden die stammen uit de vroege 3e eeuw n.Chr.
Dit zogenaamde ooggetuigenverslag van Dictys was samen met een soortgelijk werk van Dares Phrygius, die eveneens voorgaf in eigen persoon bij de Trojaanse Oorlog aanwezig te zijn geweest maar dan aan de Trojaanse kant, tijdens de Middeleeuwen de voornaamste bron voor de kennis van de Trojaanse Oorlog. De werken van Dictys en Dares waren dan ook de belangrijkste bronnen van de middeleeuwse Trojeromans.

## Vertalingen
- Dictys Cretensis Dagboek van de Trojaanse Oorlog, Leeuwarden: Chaironeia 2003 ISBN 9789076792118
- Engelse vertaling van R.M. Frazer uit 1966 op theoi.com

- Bibsys: 90400814
- Biblioteca Nacional de España: XX1141337
- Bibliothèque nationale de France: cb12462219t (data)
- CiNii: DA00878445
- Gemeinsame Normdatei: 118858750
- International Standard Name Identifier: 0000 0001 1650 7453
- Library of Congress Control Number: n87114665
- Bibliotheek van het Japanse parlement: 00873423
- Nationale Bibliotheek van Tsjechië: ola2002111060
- Nationale bibliotheek van Australië: 36062294
- Nationale Bibliotheek van Israël: 987007260466705171
- Nationale en Universitaire bibliotheek Zagreb: 000121131
- Nederlandse Thesaurus van Auteursnamen: 069905851
- Istituto Centrale per il Catalogo Unico: VIAV089510
- LIBRIS: 277060
- Système universitaire de documentation: 030471451
- Trove: 1204854
- Virtual International Authority File: 58124868
- WorldCat: E39PBJkhH7TFbK8g8HRJP9Vgrq